# ديزني إكس دي
ديزني إكس دي (بالإنجليزية: Disney XD)‏ هي قناة أمريكية تبُث برامجها عبر شبكة الأقمار الاصطناعية، وهي مملوكة من قِبل شركة والت ديزني وشركة آي بي سي وهي متوفرة بعدة بلدان. بدأت البث على شبكة الإنترنت في عام 2007 ثم بعد ذلك بدأت البث كشبكة تلفزيونية في عام 2009.
ديزني إكس دي تبُث برامجها التي قامت بصُنعها فقط على شبكتها الخاصة ذات الدفع المُسبق. الشبكة تبُث أكثر مسلسلات قناة ديزني شعبية. وتشمل الحياة جناح زاك وكودي، الحياة على سطح السفينة، ويزاردز من مكان ويفرلي، فينس و فيرب. يقومون أيضاً ببث البرامج التي تُعرض على شبكات أخرى.
بالإضافة إلى الولايات المتحدة، القناة تُعرض في أمريكا اللاتينية، والمملكة المتحدة، ايرلندا، فرنسا، موناكو، هولندا، بلجيكا، لوكسمبورغ، سويسرا، الدنمارك ، ومدغشقر، وريونيون وموريشيوس وجزر الأنتيل، غيانا الفرنسية، غوادلوب ومارتينيك وبعض دول العالم العربي عبر شبكة شبكة أوربت شوتايم. قد تختلف البرامج التي تُعرض من بلد إلى أخرى بسبب سياسات الدولة التابعة لها.

## قصة
تم إطلاق ديزني أكس دي في 13 فبراير 2009 في تمام الساعة 12:00 مساءً بالتوقيت الشرقي، حيث كانت حلقة فينس و فيرب هي أول عرض يتم بثه على القناة.
لديزني اكس دي موقع صغير مستقل ومشغل وسائط Disney.com ، المعنى الحقيقي للاسم وهو ما يعني Disney Xtreme Digital - ديزني أقصى الرقميات، وعلى الرغم من أنه تم الإعلان عنه [من قبل من؟] ف إن كثيرين زعموا أن XD لا معنى له.
تم إصدار أول فيلم تلفزيوني أصلي للسلسلة، Skyrunners ، في 27 نوفمبر 2009. وفي 1 أبريل 2012، أطلقت ديزني اكس دي سلسلة جديدة سميت بعوالم مارفل "Marvel Universe"، بعد الاستحواذ على شركة مارفل للترفيه Marvel Entertainment من قبل ديزني في عام 2009.
في 17 نوفمبر 2016، أُعلن أن سلسلة الرسوم المتحركة بوكيمون ستنتقل إلى ديزني اكس دي من كرتون نتورك، الموسم العشرون، بوكيمون السلسلة: الشمس والقمر، كان الموسم الأول الذي تم بثه لأول مرة في 5 ديسمبر 2016. وبدأ مسلسل بوكيمون في البث المنتظم في 12 مايو 2017.
و في 12 أغسطس 2017، أعادت ديزني اكس دي نشر حلقات قصص بطولية بحلة جديدة في عام 2018، ومن خلال سلسلة من العروض الترويجية والأخبار، أعلنت شركة ديزني الأصلية أن أربعة من المسلسلات الأصلية الأكثر شعبية بديزني أكس دي هي:
ستار ضد قوى الشر
قصص بطوطية
الأبطال الستة (السلسلة)
قانون مايلو مورفي

## جدول برامج
يتألف جدول ديزني اكس دي بشكل رئيسي من برامج ترفيهية وحركية حية للمراهقين والشباب. محتوى ديزني اكس دي أيضا هو مزيج من المسلسلات والبرامج الأصلية الموروثة من قناة ديزني الأصلية. وبالإضافة إلى المسلسلات المباشرة والرسوم المتحركة الأصلية، تطلق القناة أيضًا سلسلة قصيرة مشابهة لتلك التي شوهدت على قناة ديزني أثناء فترات الراحة التجارية (مثل Two Eggs)، والتي تعمل كفواصل للبرامج التي تنتهي خلال نصف ساعة وتستمر عادة لمدة دقيقة إلى ثلاث دقائق.يتم بث حلقات جديدة من المسلسلات الأصلية عمومًا في الساعة 7:00 صباحًا (بالتوقيت الشرقي). بالإضافة إلى ذلك، تبث ديزني اكس دي الأفلام الأصلية لتلفزيون قناة ديزني والأفلام الروائية التي تم إصدارها في المسارح، ولكن بخلاف قناة ديزني الأصلية، فإن الأكس دي لا تبث هذه الأفلام بشكل عام في النهار؛ وبدلاً من ذلك، يتم بث الأفلام بشكل عام في وقت مبكر من المساء في الساعة 6:00 مساءً بالتوقيت الشرقي، مع بث الأفلام الروائية عدة مرات في الأسبوع.

## رياضة
كما تبث السلسلة أيضًا سلسلة العد التنازلي «ألعاب الأسبوع» التي تركز على الشباب تسمى SportsCenter Top 5، والتي تنتجها ESPN من SportsCenter وتُبث بشكل دوري بين المعارض. في 27 يناير 2019، بُثت 2019 Pro Bowl على ديزني أكس دي، ليصبح الحدث أول حدث رياضي طويل المدى تبثه الشبكة على الإطلاق (كما تم بثه في وقت واحد على ESPN و ESPN Deportes وآي بي سي).

## برامج

### برامج جارية
تعرض الأكس دي برامج أنمي تم إطلاقها في 18 فبراير 2017 ويتم بثها كل يوم سبت. وهي مختلفة، مثل بوكيمون وبي بليد ويو كاي واتش وحتى أبطال الكرة.
أيضا، توجد برامج مذهلة لا تزال تعرض حاليا:
- ستار ضد قوى الشر
- قانون مايلو مورفي
- قصص بطوطية
- الأبطال الستة (السلسلة)
- فينس و فيرب
- Gravity Falls
- مغامرات ضفدعية
- حرب النجوم: مغامرات بالمجرة
- بيغ سيتي غرين

### برامج قديمة
- وندور فوق يوندور
- الـ7D
- غرافيتي فولز
- متمردي حرب النجوم
- المخلل و الفستق
- جيسي
- سلغتيرا
- ليغو حرب النجوم: سجلات يودا
- كيكين إت
- فئران التجارب
- التمايت سبايدرمان
- كراش و بيرنشتاين
- زوج من الملوك [1]

### أنيميشين
تعرض ديزني أكس دي مجموعة رائعة من الأنيميشن والتي تنتجها مارفل أنيميشين والتي تبث صباح الأحد من الساعة 8 صباحًا حتى 9:30 صباحًا بتوقيت شرق الولايات المتحدة، بعد استحواذ شركة والت ديزني على Marvel Entertainment في 2009.
تم إطلاق الكتلة في 1 أبريل 2012 باسم عوالم مارفل مع العرض الأول لـ ألتيمايت سبايدر مان Ultimate Spider-Man ، وأنت مان تليها عودة سلسلة أفنجرز: أعتى أبطال الأرض. وأيضًا 5 مسلسلات قصيرة باستخدام الإعلانات البينية الحية والمتحركة.
البرامج المعروضة حاليًا في الكتلة هي مارفل سبايدر مان 2017، حراس المجرة، أفنجرز، مارفل رايزينغ، مارفل ماش-أب "Marvel Mash-Up" (الذي يتميز برسوم كرتون مارفل الكلاسيكية الممزوجة مع الكاريكاتير)، وكذلك فيري فيل «ملفات الغضب» "Fury Files" ومارفل فانكو.

### كتل أخرى
كانت الرسوم المتحركة العشوائية كتل رسوم متحركة صباحية يوم السبت من الساعة 8:30 صباحًا حتى 11:00 صباحًا بالتوقيت الشرقي، والتي ظهرت لأول مرة في 13 يوليو 2013. وتشمل البرامج المقدمة في الكتلة راندي كانينغام: نينجا الصف التاسع، ماكس ستيل، بلانيت اكس، مخيم لاكتوبم، وفينيس أند فيرب، بالإضافة إلى العروض الأولى القديمة ك دورايمون، و The 7D.

### ألعاب فيديو
تعرض ديزني أكس دي أيضا برامج ألعاب الفيديو للمراهقين؛ تم تقديم الكتلة في 15 يوليو 2017 وتم تشغيلها من الساعة 9:00 مساءً إلى. 3:00 صباحًا بتوقيت شرق الولايات المتحدة.
قامت ديزني أكس دي تغطية لنهائيات بطولة Super Smash Bros. لـ Wii U و Street Fighter V في Evo 2017، مكملة لتغطية الحدث على شبكات ESPN و Twitch. في 11 يوليو 2018، أعلنت ESPN عن اتفاقية متعددة السنوات مع Blizzard Entertainment لبث ألعاب Overwatch League على أي بي سي وديزني اكس دي (كجزء من كتلة D | XP) والشبكات ESPN ، بدءًا من تصفيات 2018.

## قنوات دولية
ديزني اكس دي، ولدت من اندماج بين جيتيكس Jetix وتوون ديزني تون ديزني، وهي متاحة في جميع أنحاء العالم.
منذ 6 يناير 2019، تم إغلاق ديزني اكس دي في أستراليا ونيوزيلاندا وانتقلت العروض إلى قناة ديزني الأصلية. وفي الهند، تمت إعادة تسمية السلسلة مارفل اتش كيو ديزني إكس دي (الهند) في 9 يناير 2019.
في 1 أكتوبر 2019، أغلقت ديزني اكس دي أبوابها بإيطاليا لعدم تجديد شركة سكاي العقد.

## مؤخرا
مؤخرا، وبعد إطلاق ديزني بلس +Disney ، تم إغلاق النسختين الإسبانية والألمانية في 1 أبريل 2020 .و بعدها تم إغلاق النسخة الفرنسية في 7 أبريل

## لاحقا
قريبا ستبدأ قناة ديزني باغلاق قنواتها ديزني اكس دي وجنيور حول العالم لكي تندمج لتصبح كشبكة عالمية